# Królewna Śnieżka (film 1990)
Królewna Śnieżka (ang. Snow White) – amerykański film animowany z 1990 roku w reżyserii Diane Eskenazi.

## Obsada (głosy)
- Kath Soucie jako Królewna Śnieżka
- Jim Cummings
- Rob Paulsen

## Wersja polska

### Wersja VHS
Wersja wydana na VHS. Dystrybucja: Cass Film

### Wersja DVD
Wersja wydana na DVD razem z filmem Herkules.